# Patrick Baladi
Patrick Baladi (* 25. Dezember 1971 in Birmingham, England) ist ein britischer Schauspieler.

## Leben
Baladis Vater war ein syrischer Gynäkologe, der in Libyen arbeitete und dort unter anderem Gaddafis Frau behandelte, und seine britische Mutter eine Hebamme. Er besuchte das College in Lancashire und trat dort als Mitglied der Schauspielgruppe in Bühnenstücken auf, wofür er als erster Student den Charles-Laughton-Preis gewann. Nach dem Abschluss am College, besuchte er die Central School of Speech and Drama, wo er eine Schauspielausbildung absolvierte. Als Schauspieler ist Baladi besonders für die Rolle des Neil Godwin bekannt, welche er in der BBC-Serie The Office verkörperte.
Daneben war Baladi auch zahlreichen weiteren Fernsehserien und Filmen zu sehen wie z.b: Bridget Jones – Am Rande des Wahnsinns, Gerichtsmediziner Dr. Leo Dalton, The International und dem Dokufilm Diana – Die letzten 24 Stunden, in welchem er Dianas Freund Dodi Fayed spielte. 2008 hatte er zudem eine kleine Rolle in der Romantikkomödie Liebe auf den zweiten Blick. Zudem ist er auch als Theaterschauspieler aktiv und trat bisher in mehreren Stücken der Royal Shakespeare Company auf, wie Hamlet und Viel Lärm um nichts.
2007 heiratete Baladi seine langjährige Freundin Gemma Walker in Saint Lucia. Im selben Jahr noch wurde eine gemeinsame Tochter geboren.

## Filmografie (Auswahl)
- 2001: Verbrechen verführt (High Heels and Low Lifes)
- 2001: Inspector Barnaby (Midsomer Murders, Fernsehserie, 1 Folge)
- 2001–2020: Casualty (Fernsehserie, 3 Folgen)
- 2002–2003: The Office (Fernsehserie, 8 Folgen)
- 2002, 2006: Heartbeat (Fernsehserie, 2 Folgen)
- 2003: EastEnders (Fernsehserie, eine Folge)
- 2004: New Tricks – Die Krimispezialisten (New Tricks, Fernsehserie, 3 Folgen)
- 2004: Bridget Jones – Am Rande des Wahnsinns (Bridget Jones: The Edge of Reason)
- 2006: Der Todeswirbel (Agatha Christie’s Poirot; Fernsehserie, Folge: Taken at the Flood)
- 2007: Diana – Die letzten 24 Stunden (Diana: Last Days of a Princess, Fernsehfilm)
- 2008: Gerichtsmediziner Dr. Leo Dalton (Silent Witness, Fernsehserie, 2 Folgen)
- 2008: Liebe zwischen den Zeilen (Consuming Passion, Fernsehfilm)
- 2008–2010: Mistresses – Aus Lust und Leidenschaft (Mistresses, Fernsehserie, 15 Folgen)
- 2008: Liebe auf den zweiten Blick (Last Chance Harvey)
- 2009: The International
- 2009: Hotel Babylon (Fernsehserie, 2 Folgen)
- 2010: StreetDance 3D
- 2010: Agatha Christie’s Marple (Fernsehserie, 1 Folge)
- 2012: Now Is Good – Jeder Moment zählt (Now Is Good)
- 2013: Rush – Alles für den Sieg (Rush)
- 2013: Death in Paradise (Fernsehserie, 1 Folge)
- 2016: The Windmill Massacre
- 2017, 2021: Line of Duty (Fernsehserie, 5 Folgen)
- 2019: Shakespeare & Hathaway – Private Investigators (Fernsehserie, 1 Folge)
- 2019: Vera – Ein ganz spezieller Fall (Vera; Fernsehserie, 1 Folge)
- 2019: Grantchester (Fernsehserie, 1 Folge)
- 2020–2022: Breeders (Fernsehserie)
- 2022: The Playlist (Fernsehserie, 6 Episoden)